# Namare
Namare ist eine zu den Knorpelkirschen gehörende rote Sorte der Süßkirschen. 

## Herkunft
Die Sorte wurde von Hans Mihatsch an der Obstbauversuchsanstalt in Pillnitz aus der Sorte Große Schwarze Knorpelkirsche mit unbekanntem Partner herausgekreuzt.

## Frucht
Die Frucht ist mittelgroß bis groß und fast rund. Die feste Haut ist in der Vollreife leuchtend dunkelrot. Das feste Fruchtfleisch ist ausgewogen süß und aromatisch, sehr wohlschmeckend.  Sie hat eine geringe Platzfestigkeit und reift in der 5. bis 6. Kirschwoche. Die Früchte sind leicht pflückbar und auch gut schüttel- und transportfähig. Daher ist die Sorte auch sehr gut als Brennkirsche oder zur Konservierung geeignet.

## Baum
Der Wuchs ist mittelstark mit schräg aufrechten Leitästen. Die Krone ist breitkugelig. Die Sorte ist selbststeril und braucht einen Befruchtungspartner. Geeignet sind Knauffs Schwarze und Büttners Rote Knorpelkirsche. Sie blüht spät.